# Frederik Ludvig Schulin
Frederik Ludvig lensgreve Schulin (4. juli 1747 i København – 2. juni 1781 i København) var dansk lensgreve til Frederiksdal og kammerherre. Han var søn af Johan Sigismund Schulin og fader til Sigismund Ludvig Schulin. Har bar titlen lensgreve som nedarvet ærestitel, men var ikke forlenet med et grevskab.
Frederik Ludvig Schulin arvede Frederiksdal, men han var doven og uduelig og døde efter et udsvævende liv allerede som 34-årig. Ni dage før sin død blev han udnævnt til Ridder af Dannebrog, men udnævnelsen blev hemmeligholdt på grund af Schulins dårlige ry.